# Jonida Maliqi

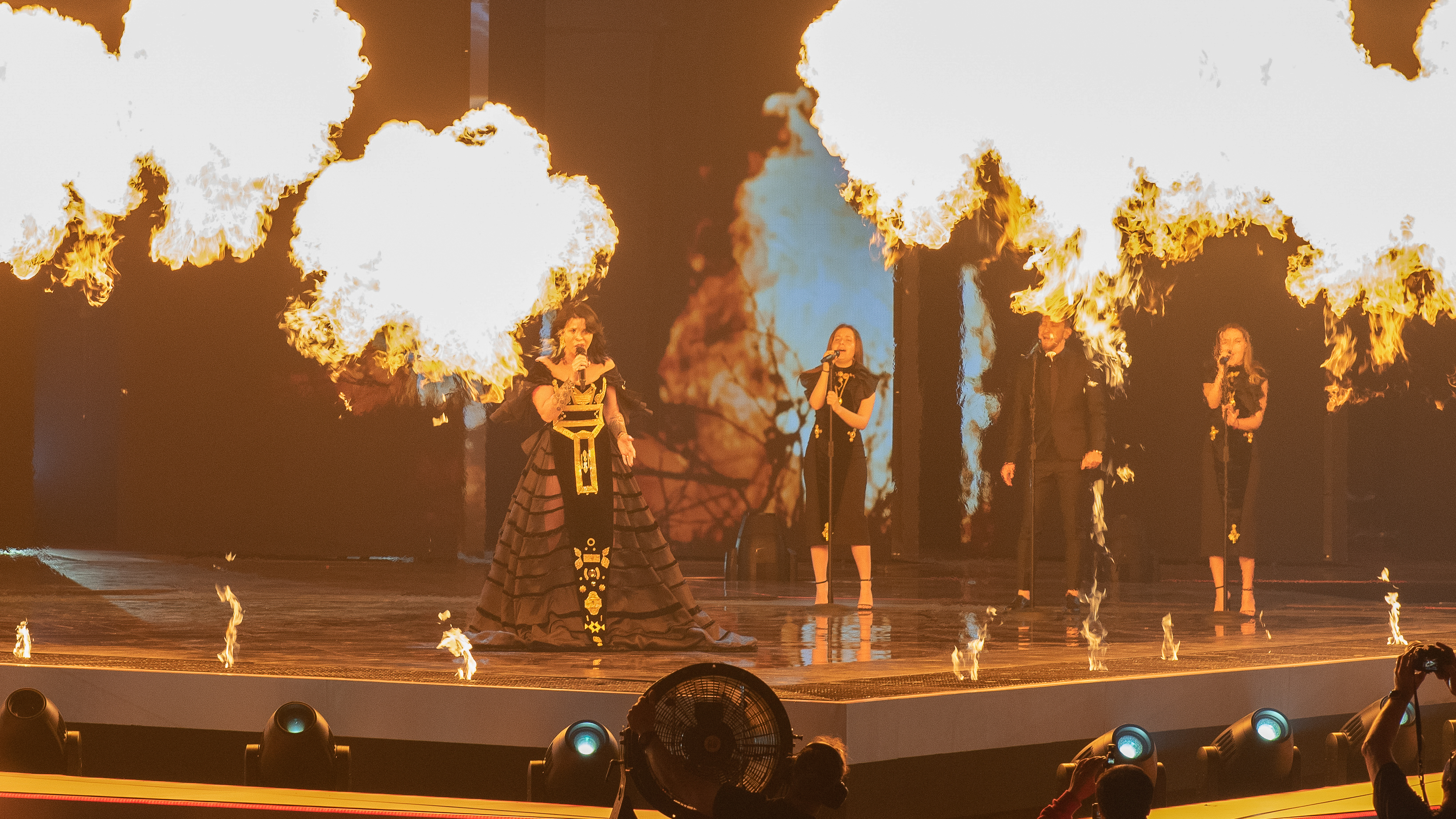
Jonida Maliqi (2019)

Jonida Maliqi (Tirana, 26 de março de 1983) é uma cantora albanesa e apresentadora de televisão.  Ela representou a Albânia no Festival Eurovisão da Canção 2019 com a música " Ktheju tokës ". 

## Vida e Carreira

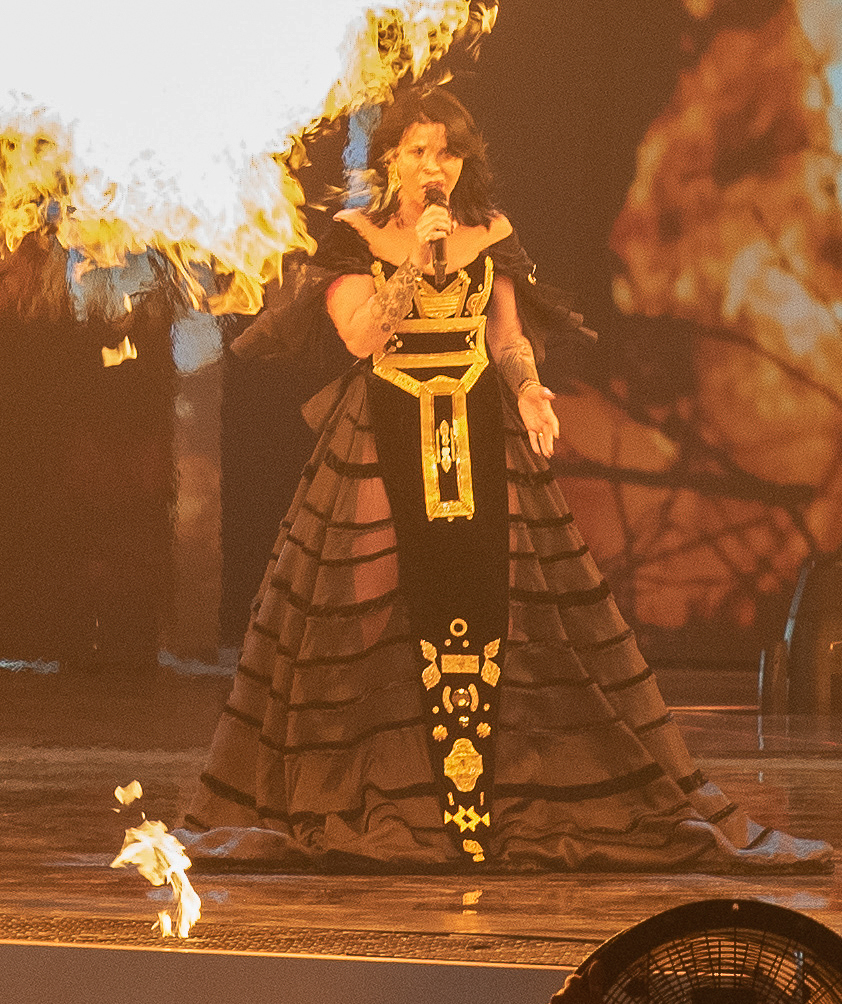
Fotografia de Jonida Maliqi, em 2019.

Jonida Maliqi começou sua carreira como cantora no Festivali i Këngës quando tinha 13 anos com a canção "Planeti i fëmijëve", em dueto com Aleksandër Rrapi.  Em 1997, ela retornou ao Festivali com outro dueto, desta vez com Kastriot Tusha, uma canção dedicada a Madre Teresa .  Sua carreira solo começou em 1999, com sua música "Do jetoj pa ty" conquistando o segundo lugar no festival.
Maliqi também é conhecido por interpretar Julieta na versão musical albanesa de Romeu e Julieta , ao lado de Alban Skënderaj .  Ela foi anfitriã da quarta temporada de Dancing with the Stars na Albânia, e também atuou como jurada na quinta temporada de The Voice of Albania em 2016.

## Discografia
- Nuk të pres (2005) [5]
- Jonida Maliqi (2013)

## Televisão
- Festivali i Këngës (1995, 1999, 2000, 2001, 2002, 2004, 2006, 2007, 2018, 2019)
- Big Brother (2008)
- Dua vendin tim (2012)
- Dançando com as Estrelas (2014)
- A voz da Albânia (2016)